# Microcharops tibialis
Microcharops tibialis är en stekelart som först beskrevs av Cresson 1872.  Microcharops tibialis ingår i släktet Microcharops och familjen brokparasitsteklar. Inga underarter finns listade i Catalogue of Life.